# Spółdzielnia rzemieślnicza
Spółdzielnia rzemieślnicza – szczególny rodzaj spółdzielni, uregulowany w art. 10, art. 11 ust. 1 i art. 12 ust. 5 ustawy z dnia 22 marca 1989 r. o rzemiośle oraz w ustawie z dnia 16 września 1982 r. – Prawo spółdzielcze.
Głównym celem i zadaniem spółdzielni rzemieślniczych jest organizowanie działalności usługowej i wytwórczej rzemiosła, udzielanie pomocy członkom w wykonywaniu ich zadań oraz prowadzenie własnej działalności gospodarczej i społeczno-wychowawczej. Funkcję obowiązkowego związku rewizyjnego dla spółdzielni rzemieślniczych pełni Związek Rzemiosła Polskiego.

## Historia
W PRL była to jednostka gospodarki uspołecznionej opierająca swoją działalność na zasadach ustawy z 1972 r., przy jednoczesnym organizowaniu i działaniu na zasadach określonych w ustawie z 1961 r. o spółdzielniach. Członkami spółdzielni bywały również cechy rzemieślnicze, z którymi spółdzielnie współdziałały w sprawach objętych ich zakresem działania.

## Zadania spółdzielni
Spółdzielnie rzemieślnicze zrzeszają na zasadach dobrowolności rzemieślników posiadających uprawnienia do wykonywania rzemiosła, których siedziby zakładów znajdują się na terenie objętym zakresem działania spółdzielni. Dla prowadzenia działalności związanej z obsługą potrzeb gospodarczych rzemiosła w kraju oraz w zakresie eksportu i importu, zakładane bywają także spółdzielnie rzemieślnicze osób prawnych. Do zadań spółdzielni rzemieślniczych należą w szczególności:
- prowadzenie działalności w zakresie zaopatrywania w środki produkcji,
- organizowanie i prowadzenie zbytu wyrobów oraz świadczenie usług,
- prowadzenie własnej działalności gospodarczej związanej z wypełnianiem zadań statutowych,
- upowszechnianie spółdzielczych form działania rzemiosła,
- prowadzenie działalności społeczno-wychowawczej wśród członków i pracowników,
- zaspokajanie potrzeb socjalnych pracowników i ich rodzin.